# 다라부카

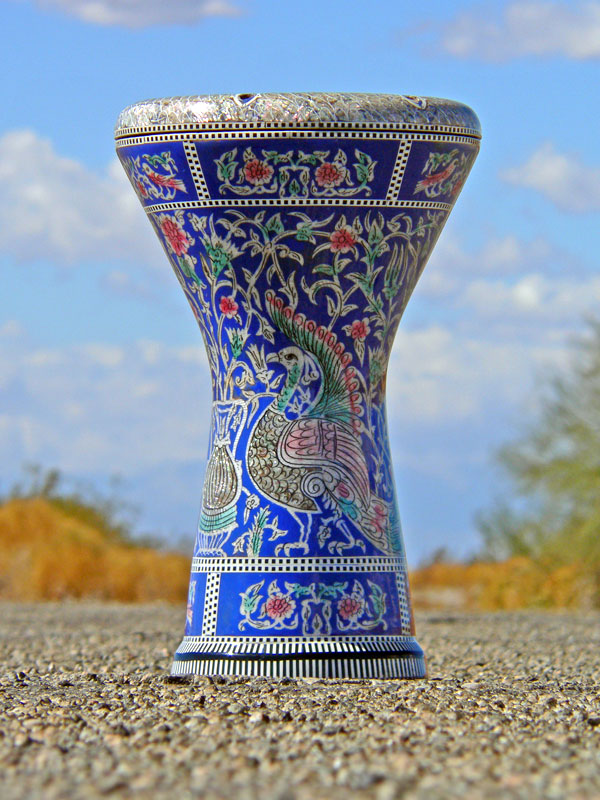
다라부카

다라부카(Darabuka)는 중동, 북아프리카, 아시아, 동유럽에서 널리 사용되는 타악기이자 막울림악기이다. 다르부카(Darbuka), 둠베크(Dumbek)라고 부르기도 한다. 젬베와 함께 고블릿(술잔) 모양을 띤 북의 일종으로서 아랍 음악, 터키 음악에서 널리 사용된다.

## 구조
기원전 1100년경에 메소포타미아, 고대 이집트 문화에서 처음 사용되었을 정도로 오랜 역사를 갖고 있다. 의자나 바닥에 앉아서 다리 위에 놓고 연주하는 방법이 기본 자세이지만 다리 사이에 끼워 놓고 연주하는 방법, 어깨에 끈을 걸친 다음에 연주하는 방법도 존재한다. 양손으로 북면을 두드리면서 여러 음색을 표현한다.
다라부카의 몸체는 지역에 따라 다른데 도자기, 금속, 목재로 만든다. 다라부카의 윗부분에는 공통적으로 1개의 북면이 달려 있다. 목은 가늘고 긴 편이고 아랫부분이 뚫려 있다. 북면은 전통적으로 동물의 가죽으로 만들지만 현대에는 플라스틱으로 만들기도 한다. 북면 가장자리는 몸체와 함께 이어져 있는데 금속으로 만든 틀로 고정시키거나 천으로 덧댄 다음에 줄에 고정시킨다.

## 종류
- 이집트식 다라부카: 가장 일반적인 다라부카로서 몸체는 알루미늄, 구리 등 금속으로 만들고 북면은 플라스틱으로 만든다. 몸통에 세세한 모자이크 무늬가 새겨진 경우가 많다.
- 터키식 다라부카: 몸체는 알루미늄, 구리 등 금속으로 만들고 북면은 플라스틱으로 만든다. 이집트식 다라부카에 비해 작고 가벼운 편이다. 테두리가 둥글지 않기 때문에 손가락 스냅을 이용해서 고음을 낸다.
- 솜바티(Sombaty): 이집트식 다라부카에 비해 크기가 큰 편이며 저음을 잘 내는 것이 특징이다.
- 도홀라(Dohola): 솜바티에 비해 크기가 큰 편이며 큰 저음을 잘 내는 것이 특징이다.
- 도자기 다라부카: 테라코타를 비롯한 도자기로 만든 몸체에 양·염소를 비롯한 동물 가죽을 붙여서 만든 다라부카. 현대 음악 스타일에서 많이 사용된다.
- 그 외의 다라부카: 젬베와 비슷한 모양을 띤 다라부카, 일반 다라부카에 비해 크기가 작은 편인 여성용 다라부카가 존재한다.

## 리듬
다라부카의 기본음은 3가지가 있는데 손가락과 손바닥으로 북면의 가운데 부분을 두드려서 내는 강한 저음인 둠(Dum), 오른손으로 북면의 가장자리 부분을 두드려서 내는 고음인 타크(Tak), 왼손으로 북면의 가장자리를 두드려서 내는 고음인 카(Ka)로 나뉜다.
다라부카가 표현하는 아랍 음악의 리듬은 지역, 음악 장르, 스타일마다 서로 다른 편인데 악기가 표현할 수 있는 다양한 소리와 함께 표현한다. 다라부카가 표현하는 리듬으로는 마크숨(Maqsum, 4분의 4박자), 사이디(Saidi, 4분의 4박자), 발라디(Baladi, 4분의 4박자), 말푸프(Malfuf, 4분의 2박자), 와흐다(Wahda, 4분의 4박자), 타블(Tabl, 4분의 4박자), 자파(Zaffa, 4분의 4박자), 카라치(Karatchi, 4분의 2박자), 아유브(Ayub, 4분의 2박자)가 있다. 아랍 고전 음악에서는 벨리댄스, 답케의 리듬을 표현하는 데에 사용되기도 한다.